# Chymomyza fuscimana
Chymomyza fuscimana är en tvåvingeart som först beskrevs av Zetterstedt 1838.  Chymomyza fuscimana ingår i släktet Chymomyza och familjen daggflugor. Arten är reproducerande i Sverige. Inga underarter finns listade i Catalogue of Life.